# 長洲区
長洲区（ちょうしゅう-く）は中華人民共和国広西チワン族自治区梧州市に位置する市轄区。

## 行政区画
- 街道:大塘街道、興竜街道、紅嶺街道
- 鎮:長洲鎮、倒水鎮